# ティーンコート (テレビドラマ)
『ティーンコート』は、2012年1月10日から同年3月20日まで、日本テレビ系列で、毎週火曜日の23:58 - 翌0:29（特別編成等で遅延の場合もあり）（JST）に放送されていた剛力彩芽が主演の日本のテレビドラマである。剛力は日本テレビの連続ドラマは初主演となった。

## 概要
アメリカに実在する、ティーンエイジャーが検察官や弁護士、陪審員となって同じ世代の少年たちが犯した事件を裁く、ティーンコート（少年法廷）を題材にした法廷ドラマ。女子高生検事・若王子美里が同級生の高田三郎を相棒にティーンコートに掛けられた事件の真相を暴いていく。剛力彩芽の連続ドラマ単独初主演作となる。

## あらすじ
2012年、東京地方裁判所は相次ぐ少年犯罪への対処の為、未成年による犯罪を同じティーンの検事・弁護士・裁判員によって公開の法廷で裁くという「ティーンコート」制度を導入した。
友人の万引きが原因で、ティーンコート検事部でのボランティア活動を課せられた「世界一不幸な男」高田三郎は、同級生であり、検事局屈指の変人である女子高生検事・若王子美里の「ワトソン役」として、ティーンコートに持ち込まれる事件の真相に迫ってゆく。1つの案件を前編・後編の2回（第7回のみ1話読みきり）に分けて描いている。